# Донг Хонг Хуан
Донг Хонг Хуан (англ. Dong Hong Juan) — видатна китайська альпіністка. Встановила рекорд швидкості сходження на всі найвищі восьмитисячники Землі. За повідомленнями Тибетської асоціації альпіністів, вона змогла подолати усі 14 найвищих вершин рівно за 6 років.

## Етапи сходження Донг Хонг Хуан
- 2012, 29 вересня — Манаслу (8163 м)
- 2013, 19 травня — Еверест (8848 м)
- 2014, 20 серпня — Гашербрум II (8035 м)
- 2014, 2 жовтня — Чо-Ойю (8201 м)
- 2015, 24 березня — Аннапурна (8091 м)
- 2016, 29 липня — Гашербрум I (8080 м)
- 2017, 30 квітня — Дхаулагірі (8167 м)
- 2017, 11 травня — Макалу (8463 м)
- 2017, 29 липня — К2 (8611 м)
- 2017, 10 серпня — Нангапарбат (8126 м)
- 2017, 2 жовтня — Броуд-пік (8051 м)
- 2018, 29 квітня — Лхоцзе (8516 м)
- 2018, 7 липня — Канченджанга (8586 м)
- 2018, 29 вересня — Шишабангма (8013 м)

Одночасно зі Донг Хонг Хуаном у сходженні на вершину Шишабангми 29 вересня 2018 року брав участь інший китайський альпініст Лю Юнзонг (Liu Yongzong), для якого ця гора також стала останньою у списку 14х8000.

## Ресурси Інтернету
- Новий рекорд швидкості сходження [Архівовано 3 жовтня 2018 у Wayback Machine.]